# Златибор у средњем веку
После насељавања ових крајева, Словени су попут својих претходника почели да подижу тврђаве, војне и стратешке центре. Стојан Новаковић и Павле Шафарик сматрају да је Дресник, град који Порфирогенит помиње у Рашкој, био лоциран на месту данашњег Дрежника. У овом селу, које се налази на источној граници Златибора, пронађена је словенска керамика и један средњовековни кључ.
Наши преци су населили и стара утврђења, бирајући притом цитаделе на неприступачним местима, одакле би лакше могли дати отпор непријатељу. У овом крају обновљене су Чајетинска и Шљивовачка градина. У зидинама ове друге откопан је крајем прошлог века средњовековни материјал и један ковачки алат, који је био лепо сложен и зазидан.
Истом временском раздобљу припада и веома интересантно утврђење на Градцу у Доброселици. Брдо је са три стране веома стрмо и готово неприступачно, док је прилаз са четврте прилично добар. Због тога су на том делу били подигнути бедеми размере 2х2 метра, чији су остаци и до данас сачувани. На неприступачној јужној страни налази се камено постоље у виду клупице, које је, по свој прилици, служило за осматрање околине. У почетном делу бедема, у самом његовом темељу, нађене су кости неке веће животиње узидане ту вероватно из верских побуда. При ископавању унутрашњег дела пронађен је средњовековни материјал, као врх копља, ножић и један бакарни предмет сличан обручу.
Приликом формирања српске државе Златибор и Ужице су припадали жупану Страцимиру, а тек око 1180. године Немања их је прикључио својој држави. Када је 1282. године краљ Драгутин адбицирао у корист млађег брата Милутина, задржао је за себе северне крајеве, међу којима Ужице, Ариље и Златибор. Од тих крајева и Мачванске бановине, добијене од угарског краља, основао је Сремску краљевину. Међутим, после његове смрти краљ Милутин је ове пределе поново припојио Рашкој.
После цара Душана, Златибор се извесно време налазио у поседу Војислава Војиновића, али када је овај умро, Никола Алтомановић је искористио повољну прилику и насилно га одузео. Алтомановићеву власт над овим крајевима потврђује и податак да је он златиборско село Сјеништа поклонио манастиру Хиландару. Преки и сурови великаш шири државне границе на рачун својих суседа, па је убрзо његова држава обухватила територију од Рудника до Јадранско мореског мора. Против агресивног суседа удружују се 1373. године српски кнез Лазар Хребељановић и босански бан Твртко I и побеђују га у Ужицу. Освојене земље поделили су и том приликом већи део Златибора припао је српском кнезу, док су југозападни делови ушли у састав босанске бановине, али непосредно пред Косовски бој и они су ушли у састав Лазаревих поседа.
У доба Стевана Немање ови планински и сточарски предели, заједно са читавом ужичком околином, били су у територијалном саставу области познате под именом Стари Влах. Нешто касније извршена је територијално-административна подела на жупе, војне и управне јединице са жупанима на челу, и том приликом ужички крај је подељен на четири жупе: Рујно, Моравицу, Лужницу и Црну Гору. Рујно је вероватно добило име по биљци рују која је расла на каменитом и стрмом земљишту данашњег Златибора и околине, а данас се може наћи у Семегњеву и Увцу.
Границе ове жупе нису тачно утврђене. Милан Ђ. Милићевић наводи је у овом опсегу: „Рујно је имало 62 села око Ужица и то отприлике у овом простору: Из Карана, од Бијеле Цркве идући преко Јелове горе, поред Поникава на Шарган, поред Бара, манастира Раче, са Шаргана (између Семегњева и Кремана) посред Златибора, преко Муртенице изнад Бијеле Реке у врх планине Градца, па између реке Грабовице и манастира Клисуре у Малу Моравицу испод Ариља, а одатле у Пожегу, из Пожеге реком Лужницом у Каран к Бијелој Цркви“.
По Драгиши Лапчевићу, Рујно је обухватало пределе од Коњске реке у Кремнима па до Шенгоља и Рупељева, док Љуба Павловић њене границе своди на територију јужно од Ужица. У сваком случају, већи део Златибора, изузев југозападне и јужне делове, налазио се у саставу ове жупе, коју су са југа затварали планински висови Муртенице, Чиготе и Торника.
Заводећи власт у нашим земљама, Турци нигде нису, без нарочитих војно-политичких, стратешких или економских разлога, вршили битне измене управне поделе у заузетим областима, него су, где год је то било могуће, задржали раније стање. Средњовековна жупа Рујно укључена је у Смедеревски санџак, саставни део Румелијског, а од 1541. године Будимског беглербеглука.
Нова територијална подела Смедеревског санџака извршена је негде између 1480. и 1516. године, што је за нас од значаја, јер се тада први пут помињу Ужичка нахија и истоимени кадилук. Ову нахију чиниле су кнежине Црна Гора и Рујно. Кнежина Рујно је обухватала територију средњовековне жупе, па је у њен састав ушао и већи део данашњег Златибора.
У овом периоду нека златиборска села припадала су кнежини племићке породице Бакића. Њена територија била је нејединствена и територијално неповезана, а простирала се од Дрине преко Златибора до Чачка, обухватајући 64 села. И поред турских пустошења, ови крајеви су били доста насељени српским сточарским становништвом, што потврђује попис села кнежине Радована Бакића из 1476. године. Из њих сазнајемо да се у Рожанству налазила 41 кућа, а у Сирогојну чак 63 што је за ондашње прилике био прилично велики број.
Јужна и југозападна села Златибора припадала су Старом Влаху, односно Сјеничкој нахији. Међутим, процес стварања нових нахија наставља се и даље, што доводи до честих територијалних промена. „Нахија Радохна спомиње се први пут 1516. године као нахија са 29 влашких села, а међу њима Радохна (данас Радоина), Сјеништа, Доброселцо, Била Рика, Јасеново Поље, па се већ на основу тога могло утврдити да се налазила на подручју бивших општина Бела Река, Доброселица, Драглица и Јасеново у златиборском срезу.“ (М. Ристић, „Стари Влах“)